# 烏克蘭鐵路車站列表

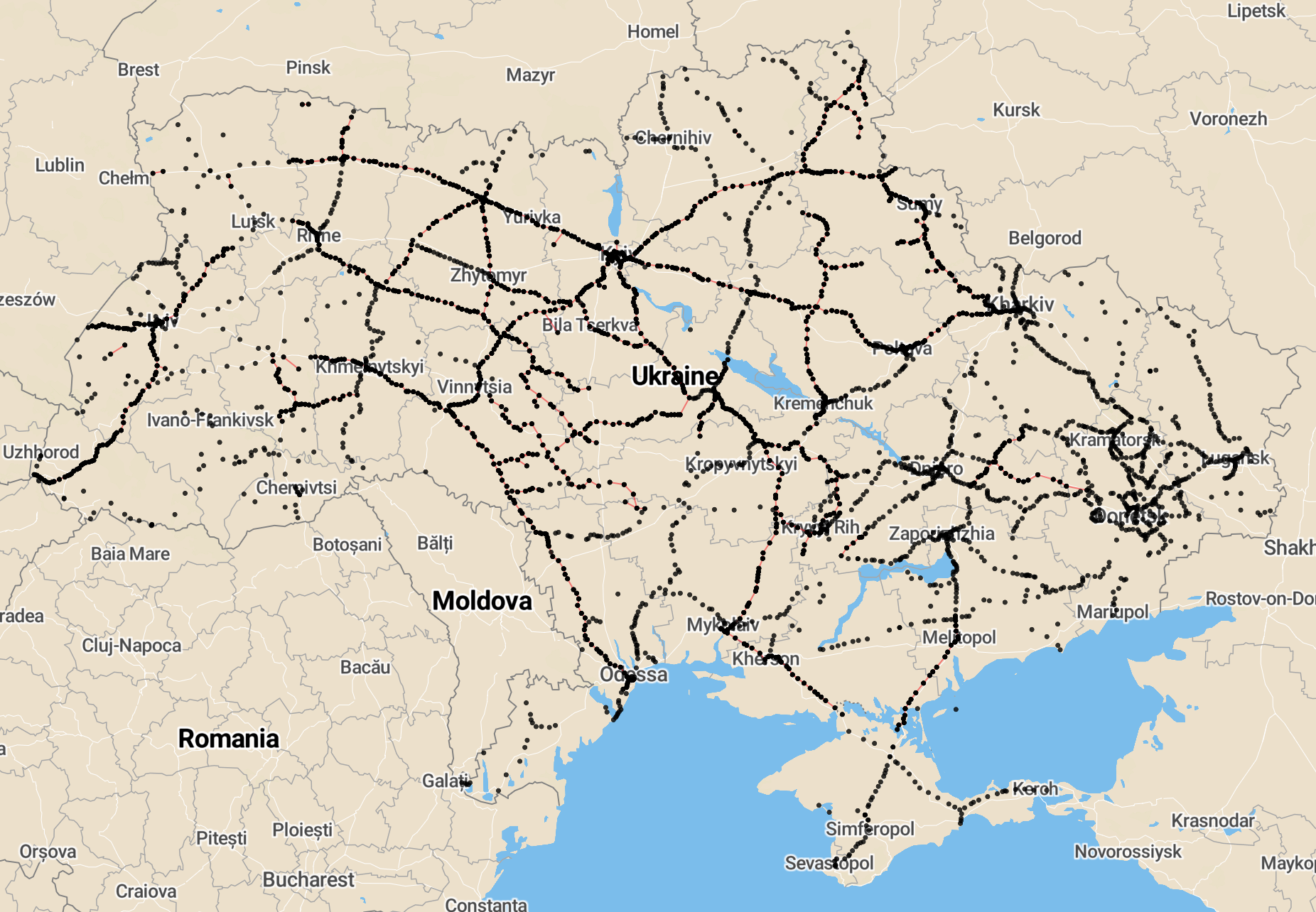
烏克蘭鐵路車站分佈圖（2019年1月），本圖包含主權領土但未實質控制的克里米亞和頓巴斯部分地區

本條目為烏克蘭的鐵路車站索引。

## 概況
鐵路運輸是烏克蘭最主要的交通運輸方式。截至2009年，烏克蘭鐵路擁有1,340座車站、129個客運樞紐車站、57個機務段和48個車輛段，承擔了全國52%的貨物運輸量和37%的旅客周轉量。

## 最繁忙的鐵路車站列表
下表為乌克兰铁路公布，年旅客進出人次排名前10位的車站，統計時間為2018年。數據僅包括長途列車的乘客。
| 排名 | 鐵路車站                | 年進出人次 (百萬) | 月台數量 | 所在城市            | 行政區                 | 所屬鐵路局         |
| ---- | ----------------------- | ----------------- | -------- | ------------------- | ---------------------- | ------------------ |
| 1    | 基輔客運站              | 23.4              | 7        | 基輔                | 基輔直轄市             | 西南鐵路局         |
| 2    | 利沃夫車站              | 8.3               | 5        | 利沃夫              | 利沃夫州               | 利沃夫铁路局       |
| 3    | 哈爾科夫車站            | 5.7               | 9        | 哈爾科夫            | 哈爾科夫州             | 南方铁路局         |
| 4    | 敖德薩車站              | 5.5               | 6        | 敖德薩              | 敖德薩州               | 敖德萨铁路局       |
| 5    | 第聂伯罗车站            | 3.3               | 6        | 第聂伯罗            | 第聂伯罗彼得罗夫斯克州 | 第聂伯河沿岸铁路局 |
| 6    | 文尼察車站              | 2.6               | 3        | 文尼察              | 文尼察州               | 西南鐵路局         |
| 7    | 扎波羅熱1站             | 2.1               | 4        | 扎波羅熱            | 扎波羅熱州             | 第聂伯河沿岸铁路局 |
| 8    | 伊萬諾-弗蘭科夫斯克車站 | 1.6               | 3        | 伊萬諾-弗蘭科夫斯克 | 伊萬諾-弗蘭科夫斯克州  | 利沃夫铁路局       |
| 9    | 赫梅利尼茨基車站        | 1.6               | 4        | 赫梅利尼茨基        | 赫梅利尼茨基州         | 西南鐵路局         |
| 10   | 赫爾松車站              | 1.5               | 4        | 赫爾松              | 赫爾松州               | 敖德萨铁路局       |

### 圖片集
本段收錄烏克蘭各州首府的主要鐵路車站。
- 基輔客運站
- 利沃夫車站
- 哈爾科夫車站
- 敖德薩車站
- 第聂伯罗车站
- 文尼察車站
- 扎波羅熱1站
- 伊萬諾-弗蘭科夫斯克車站
- 赫梅利尼茨基車站
- 赫爾松車站
- 切爾尼戈夫車站
- 切爾諾夫策車站
- 日托米爾車站
- 尼古拉耶夫車站
- 頓涅茨克車站
- 烏日霍羅德車站
- 波爾塔瓦南站
- 克羅皮夫尼茨基車站
- 捷爾諾波爾車站
- 盧甘斯克車站
- 羅夫諾車站
- 蘇梅車站
- 盧茨克車站
- 切爾卡瑟車站

## 依字首
- 烏克蘭鐵路車站列表 1（烏克蘭語：Список залізничних станцій і роз'їздів України (1)）
- 烏克蘭鐵路車站列表 2（烏克蘭語：Список залізничних станцій і роз'їздів України (2)）
- 烏克蘭鐵路車站列表 3（烏克蘭語：Список залізничних станцій і роз'їздів України (3)）
- 烏克蘭鐵路車站列表 4（烏克蘭語：Список залізничних станцій і роз'їздів України (4)）
- 烏克蘭鐵路車站列表 5（烏克蘭語：Список залізничних станцій і роз'їздів України (5)）
- 烏克蘭鐵路車站列表 6（烏克蘭語：Список залізничних станцій і роз'їздів України (6)）
- 烏克蘭鐵路車站列表 7（烏克蘭語：Список залізничних станцій і роз'їздів України (7)）
- 烏克蘭鐵路車站列表 8（烏克蘭語：Список залізничних станцій і роз'їздів України (8)）
- 烏克蘭鐵路車站列表 9（烏克蘭語：Список залізничних станцій і роз'їздів України (9)）
- 烏克蘭鐵路車站列表 А（烏克蘭語：Список залізничних станцій і роз'їздів України (А)）
- 烏克蘭鐵路車站列表 Б（烏克蘭語：Список залізничних станцій і роз'їздів України (Б)）
- 烏克蘭鐵路車站列表 В（烏克蘭語：Список залізничних станцій і роз'їздів України (В)）
- 烏克蘭鐵路車站列表 Г（烏克蘭語：Список залізничних станцій і роз'їздів України (Г)）
- 烏克蘭鐵路車站列表 Д（烏克蘭語：Список залізничних станцій і роз'їздів України (Д)）
- 烏克蘭鐵路車站列表 Е（烏克蘭語：Список залізничних станцій і роз'їздів України (Е)）
- 烏克蘭鐵路車站列表 Ж（烏克蘭語：Список залізничних станцій і роз'їздів України (Ж)）
- 烏克蘭鐵路車站列表 З（烏克蘭語：Список залізничних станцій і роз'їздів України (З)）
- 烏克蘭鐵路車站列表 І（烏克蘭語：Список залізничних станцій і роз'їздів України (І)）
- 烏克蘭鐵路車站列表 Ї（烏克蘭語：Список залізничних станцій і роз'їздів України (Ї)）
- 烏克蘭鐵路車站列表 Й（烏克蘭語：Список залізничних станцій і роз'їздів України (Й)）
- 烏克蘭鐵路車站列表 К（烏克蘭語：Список залізничних станцій і роз'їздів України (К)）
- 烏克蘭鐵路車站列表 Л（烏克蘭語：Список залізничних станцій і роз'їздів України (Л)）
- 烏克蘭鐵路車站列表 М（烏克蘭語：Список залізничних станцій і роз'їздів України (М)）
- 烏克蘭鐵路車站列表 Н（烏克蘭語：Список залізничних станцій і роз'їздів України (Н)）
- 烏克蘭鐵路車站列表 О（烏克蘭語：Список залізничних станцій і роз'їздів України (О)）
- 烏克蘭鐵路車站列表 П（烏克蘭語：Список залізничних станцій і роз'їздів України (П)）
- 烏克蘭鐵路車站列表 Р（烏克蘭語：Список залізничних станцій і роз'їздів України (Р)）
- 烏克蘭鐵路車站列表 С（烏克蘭語：Список залізничних станцій і роз'їздів України (С)）
- 烏克蘭鐵路車站列表 Т（烏克蘭語：Список залізничних станцій і роз'їздів України (Т)）
- 烏克蘭鐵路車站列表 У（烏克蘭語：Список залізничних станцій і роз'їздів України (У)）
- 烏克蘭鐵路車站列表 Ф（烏克蘭語：Список залізничних станцій і роз'їздів України (Ф)）
- 烏克蘭鐵路車站列表 Х（烏克蘭語：Список залізничних станцій і роз'їздів України (Х)）
- 烏克蘭鐵路車站列表 Ц（烏克蘭語：Список залізничних станцій і роз'їздів України (Ц)）
- 烏克蘭鐵路車站列表 Ч（烏克蘭語：Список залізничних станцій і роз'їздів України (Ч)）
- 烏克蘭鐵路車站列表 Ш（烏克蘭語：Список залізничних станцій і роз'їздів України (Ш)）
- 烏克蘭鐵路車站列表 Щ（烏克蘭語：Список залізничних станцій і роз'їздів України (Щ)）
- 烏克蘭鐵路車站列表 Ю（烏克蘭語：Список залізничних станцій і роз'їздів України (Ю)）
- 烏克蘭鐵路車站列表 Я（烏克蘭語：Список залізничних станцій і роз'їздів України (Я)）